# سگ‌های ولگرد بونگو
سگ‌های ولگرد بونگو (ژاپنی: 文豪ストレイドッグス هپبورن: Bungō Sutorei Doggusu) یک مجموعه مانگای ژاپنی است که توسط کافکا آساگیری نوشته و توسط سانگو هاروکاوا مصورسازی شده است. این مجموعه از دسامبر ۲۰۱۲ در مجلهٔ سینن مانگای یانگ ایس از انتشارات کادوکاوا شوتن به صورت سریالی در حال چاپ است. شخصیت‌های مانگا، هرکدام الهام گرفته شده از شاخص‌ترین نویسندگان جهان هستند و نام موهبت آنها بر اساس نام کتاب همتای واقعی آن شخصیت است.
تاکنون چندین لایت ناول از این مجموعه به چاپ رسیده است. همچنین مجموعه تلویزیونی انیمه آن هم توسط استودیو بونز ساخته شد و تاکنون دارای پنج فصل، یک سینمایی، یک اووی‌ای و یک اسپین‌آف می‌باشد. فصل اول در بهار ۲۰۱۶، فصل دوم در پاییز ۲۰۱۶، فصل سوم در بهار ۲۰۱۹، فصل چهارم در زمستان ۲۰۲۳ و فصل پنجم در تابستان ۲۰۲۳ از شبکه توکیو ام‌ایکس به نمایش درآمدند. فیلم سینمایی «سگ‌های ولگرد بونگو: سیب مرده» در ۳ مارس ۲۰۱۸ اکران شد که اقتباسی از ناولی به همین نام می‌باشد. در زمستان ۲۰۲۱ هم، یک اسپین آف جیبی ۱۲ قسمتی تحت عنوان «سگ‌های ولگرد بونگو: وان!» پخش شد.
فصل پنجم این انیمه در رای‌گیری سایت AnimeCorner، مقام برترین انیمه سال ۲۰۲۳ را کسب کرد.

## داستان
داستان روی جوانی یتیم به نام آتسوشی ناکاجیما متمرکز است. آتسوشی پس از بیرون رانده شدن از پرورشگاه خود، تصادفاً خودکشی کارآگاهی سانگو اوسامو دازای را متوقف می‌کند و فکر می‌کرده است که در رودخانه غرق شده است. در طی تعاملات خود با دازای، آتسوشی می‌آموزد که او دارای موهبت فوق‌العاده ای است که قادر است او را در نور ماه به یک ببر سفید مغشوش تبدیل کند. این باعث شد یتیم خانه او را شکنجه کند و در گذشته او را بیرون کند. دازای او را در آژانس استخدام می‌کند و در آنجا با دیگر اعضای آژانس ملاقات می‌کند زیرا آنها با موارد مختلف و حوادثی که در داخل شهر یوکوهاما اتفاق می‌افتد، جایی که مملو از افراد با موهبت‌های فوق‌العاده است، رسیدگی می‌کنند. آتسوشی هدف اعضای مافیای بندر قرار می‌گیرد، به ویژه شاگرد سابق دازای، ریونوسوکه آکوتاگاوا، زیرا در بازار سیاه جایزه ای برای سر او وجود دارد.
در طول نبردهای اتسوشی علیه مافیا، وی همچنین با فرانسیس اسکات کی فیتزجرالد، رهبر انجمن ملاقات می‌کند. فیتزجرالد نشان می‌دهد که کتابی ماوراءالطبیعه وجود دارد که می‌تواند واقعیت را در ارتباط با ببر آتسوشی تغییر دهد، و از این رو جایزه ای را در بازار سیاه قرار می‌دهد. فیتزجرالد هرگونه آسیب سطحی را که انجمن ممکن است در ازای دریافت کتاب به یوکوهاما وارد کند، نادیده می‌گیرد، زیرا یک کشتی هوایی به نام «موبی دیک» شهر را نابود می‌کند. با این حال، هنگامی که عضو مافیای سابق کیوکا ایزومی موبی دیک را متوقف می‌کند، او تقریباً توسط آتسوشی و آکوتاگاوا کشته می‌شود.
به نظر می‌رسد مرد دیگری به نام فیودور داستایفسکی مایل است کتاب را نیز به‌دست آورد تا همه افراد مستعد را پاک کند. او یک مبارزه مرگبار بین کارآگاهان و مافیا ترتیب می‌دهد اما رهبر واقعی این سازمان، ناتسومه سنسی، مبارزه را متوقف می‌کند. در حالی که آتسوشی و آکوتاگاوا عامل ایجاد ویروس را گوشزد می‌کنند، دازای موفق می‌شود داستایوفسکی را با کمک فیتزجرالد دستگیر کند. با این حال، بعداً مشخص می‌شود که داستایفسکی برای هدایت پیروان خود زندان خود را تنظیم کرده است. بعداً صفحات این کتاب توسط گروه داستایوفسکی یافت می‌شود که با استفاده از قدرت خود آژانس را برای یک پرونده قتل تنظیم می‌کند. دازای در کنار داستایوفسکی زندانی است و دولت نیروهای نظامی خود را که به سگهای شکاری معروف هستند می‌فرستد تا اعضای آژانس اعدام کنند. همان‌طور که آژانس با شکست روبرو می‌شود، آنها در ازای دریافت یکی از پیروان خود با فیتزجرالد و مافیای اتحاد می‌شوند. در درگیری‌های متعدد، مشخص شد که یک نفر دیگر بالاتر از داستایوفسکی وجود دارد و باید این شخص را متوقف کرد. در طی برخورد با یکی از متحدان فیودور، سیگما، آتسوشی در می‌یابد که رهبر شخصی با نام رمزی کامویی است. سپس او از توانایی خود برا فاش کردن هویت کامویی استفاده می‌کند.

## آماده‌سازی
این مانگا از ایده کافکا آساگیری برای جمع‌آوری چندین نویسنده و شاعر مشهور متاخر و ترسیم آنها در بزرگسالی و نوجوانانی با قدرت‌های فراطبیعی نشات گرفته است. سانگو هاروکاوا طرحی را در اختیار آساگیری قرار داد که به نویسنده کمک می‌کرد داستان‌ها را راحت تر بنویسد. آساگیری اظهار داشت که طرح‌های آتسوشی و دازای برای ایجاد تضاد با یکدیگر انجام شده است، هرچند که در ساخت انیمه نیز بازنگری‌هایی انجام شده است. علاوه بر روایت رایج که از طریق مانگا تولید می‌شد، آساگیری همچنین لایت نوول نوشت که برای خوانندگان معمولی باشد. رمان‌های این سبک نیز با ایده داشتن تعداد بیشتری کتاب در سال منتشر شده‌اند. زندگی نویسندگان بیشتری به آساگیری الهام بخشید، به ویژه از دوستی اوسامو دازای، آنگو ساکاگوچی و ساکونوسکه اودا در دنیای واقعی.

## شخصیت‌ها
شخصیت‌های داستان را چهار گروه تشکیل می‌دهند که افراد آن‌ها از موهبت‌های مختلفی استفاده می‌کنند، بسیاری از این شخصیت‌ها از نویسندگان، شاعران، و رمان نویسان ژاپنی و غیر ژاپنی، الهام گرفته شده است:
- آژانس کارآگاهی مسلح
- مافیای بندر
- انجمن
- فرشتگان سقوط کرده

### نام: آتسوشی ناکاجیما

#### موهبت: ببر زیر نور ماهBeast under the moonlight

###### شعار: چی بهتر از زنده موندنه؟!
'آتسوشی ناکاجیما (به ژاپنی: 中島 敦) که نام او از نویسنده‌ای ژاپنی با همین نام و موهبت او از شخصیت ببر داستان ماه بر فراز کوه اثر همین نویسنده اقتباس شده است. آتسوشی ابتدا در مانگا به عنوان یتیمی رها شده و ترسو ظاهر می‌شود که از کمبود شدید اعتماد به نفس رنج می‌برد که ناشی
از آزار و اذیت‌هایی که مدیر یتیم خانه ای که در آن بود بر سر او می‌آورد و همین امر باعث شده بود که او به این وضع دچار شده و از آنجا فرار کند؛ او همین‌طور در کوچه‌ها و خیابان‌ها درگیر بود و زیر پل می‌خوابید تا اینکه یک روز او دازای اوساما را در حال خودکشی خود و انداختن خود به قصد غرق کردن خود میبند، سعی در نجات او می‌کند.
وقتی او کارآگاه دازای را از غرق شدن نجات می‌دهد، دازای عصبانی می‌شود زیرا او قصد خودکشی داشت. دازای پس از دعوت از وی برای غذا خوردن در یک رستوران، متوجه می‌شود که آتسوشی فردی بی کس و کار است و از او می‌خواهد در آژانس کارآگاه مسلح خود کار کند. آتسوشی اعضای دیگری را که دارای موهبت‌های خارق‌العاده هستند نیز ملاقات می‌کند. او همچنین می‌فهمد که او هدف مافیای بندر است که او را در شکل ببر خود جستجو می‌کند. در طی برخورد با قاتل مافیای کیوکا ایزومی جوان، آتسوشی نگران می‌شود که مجبور به کشتن شود و آرزو دارد زندگی بهتری به او بدهد. در نتیجه، رئیس آژانس کارآگاهی، یوکیچی فوکوزاوا، وی را استخدام می‌کند و دازای کیوکا را در آپارتمانی که برای آن‌ها تهیه کرده تحت مراقبت آتسوشی قرار می‌دهد. در طول برخورد دیگر با مافیای بندر، که کیوکا را نجات می‌دهد، آتسوشی قادر است از قدرت تغییر شکل خود برای نبرد با یکی از اعضای ارشید مافیا ریونوسکه آکوتاگاوا استفاده کند. او از آتسوشی متنفر است زیرا مربی سابق او دازای است و مبارز با پیشی گرفتن از آتسوشی به دنبال کسب تأیید وی توسط کارآگاه است.
پس از فرار آتسوشی از دست مافیا، آژانس کارآگاهی از گروهی موسوم به انجمن مطلع می‌شود و با آن‌ها می‌جنگد. در طی آن نبردها، کیوکا دستگیر می‌شود و آتسوشی می‌فهمد که جایزه سر وی توسط انجمن قرار گرفته است. رهبر آن‌ها فرانسیس اسکات کی. فیتزجرالد ادعا می‌کند که یک گنج پنهان با قدرت آتسوشی مقید است. آتسوشی با دیدن انجمن به عنوان یک تهدید بزرگ، دازای را متقاعد می‌کند تا با مافیا اتحاد ایجاد کند. پس از آن، آتسوشی، به عنوان قوی‌ترین کارآگاه آژانس، برای حمله به انجمن فرستاده شد. در طی جستجوی کیوکا، آتسوشی برای جلوگیری از سقوط کشتی هوایی «موبی دیک» بر روی شهر با آکوتاگاوا درگیر می‌شود و این دو با فیتزجرالد روبرو می‌شوند. با اتحاد نیروها، آتسوشی و آکوتاگاوا فیتزجرالد را شکست می‌دهند، در حالی که کیوکا کشتی هوایی را متوقف می‌کند و امتحان پیوستن به آژانس کارآگاهی را با موفقیت پشت سر می‌گذارد.
پس از نابودی انجمن، آتسوشی در مورد اینکه فردی که در پرورشگاه با او بد رفتاری کرده بود در یک حادثه رانندگی درگذشت مناقشه دارد. او در ابتدا از مرگ این شخص خوشحال است، اما همچنین می‌فهمد که آزار و اذیت‌های او، او را به فردی قوی تر تبدیل کرده است. هنگامی که گروهی موسوم به موش، به رهبری فیودور داستایوسکی، رهبران بندر مافیا و آژانس کارآگاهی را با یک ویروس کشنده آلوده می‌کنند، آتسوشی بار دیگر خود را در حال مبارزه با مافیا می‌یابد. با این حال، بازگشت مربی رهبران هر دو گروه، ناتسومه سوسکی، به اتحاد دیگری میان جناح‌ها منجر می‌شود. آتسوشی و آکوتاگاوا فرد مسئول ویروس را جستجو می‌کنند و با یک عضو موش به نام ایوان گونچاروف روبرو می‌شوند. در طول نبرد، هنگامی که آتسوشی ضعیف می‌شود، آکوتاگاوا به او قدرت می‌دهد. آتسوشی به این نتیجه می‌رسد که گرچه کسی که او را شکنجه کرده درک می‌کند، اما غمگین است زیرا هرگز فرصتی برای کشتن او پیدا نکرد. این دو اگرچه پیروز هستند، منشأ ویروس را پیدا نمی‌کنند. در حالی که مافوق آن‌ها در جستجوی آنها بود، آتسوشی و آکوتاگاوا تصمیم می‌گیرند تا در شش ماه آینده برای پایان دادن به رقابت خود با هم درگیر شوند.

آتسوشی هنگام آماده شدن برای رویارویی با آکوتاگاوا، مورد حمله نیکولای گوگول، یکی از شرکای فیودور از سازمان تروریستی «زوال فرشتگان» قرار می‌گیرد و زخمی می‌شود. این آژانس آن گروه را پ مقصر قتل ناشی از صحنه‌ای از کتابی است که فیتزجرالد به دنبالش بود. پس از بهبودی آتسوشی، او و کیوکا می‌فهمند که دازای زندانی شده است. با این حال، آن‌ها موفق می‌شوند از او دستور بگیرند. برای نجات آژانس، به آن‌ها گفته شده است که محتوای کتابی را که فرشتگان استفاده کرده‌اند، پاک کنند.
"ذهنم ممکنه اشتباه کنه، اما خونم نه."____آتسوشی خطاب به دازای(متن اصلی از رمان نور٬باد و رؤیاها به قلم آتسوشی ناکاجیما)

### دازای اوسامو

#### شعار: هیچی نیست که ارزش دنبال کردن رو به قیمت یک عمر عذاب داشته باشه.
اوسامو دازای (به ژاپنی:太宰 治) که نام او نیز مانند آتسوشی ناکاجیما از نویسنده‌ای ژاپنی به همین نام و موهبت او نیز با نام یکی از آثار این نویسنده الهام گرفته شده است. عضو آژانس کارآگاه مسلح که آتسوشی را زیر بال خود می‌گیرد، به دلیل تمایل به خودکشی و مرگ راحت یک روز، (ترجیحاً با یک زن زیبا)، به «عشق خودکشی» معروف است. با این حال، دازای تحت رفتار بی دغدغه و آرامش، بسیار باهوش، ماه است، زمانی که یک مدیر ترسناک برای مافیا بندر است. توانایی او، «دیگر انسان نیستی» (人間失格، Ningen Shikkaku)، به او اجازه می‌دهد تا با لمس هر موهبت، آن را کاملاً باطل کند. دازایی با شروع کار در آژانس، کار خود را در آژانس دوست دارد و معتقد است که او برتر از برخی از افراد مافیا است. دازای هنگامی که به خود اجازه می‌داد توسط مافیای بندر ربوده شود، به راینوسوکه آکوتاگاوا، شاگرد سابق خود گفت که آتسوشی از او برتر است، و باعث خشم آکوتاگاوا می‌شود. با این حال، این رابطه به اتحادی بین آژانس و مافیا برای رویارویی با گروهی معروف به نام انجمن تبدیل می‌شود.

پس از شکست انجمن، دازای با فیودور داستایوسکی، رهبر موش ملاقات می‌کند که یکی از متحدانش رهبران آژانس و بندر مافیای خود را زخمی می‌کند تا بین هر گروه هرج و مرج ایجاد کند تا ببیند چه کسی درمان می‌شود. پس از آن، دازای توسط یکی از افراد زیر دست داستایوسکی مورد اصابت گلوله قرار می‌گیرد و در نهایت به بیمارستان منتهی می‌شود. در هنگام بهبودی، دازایی اعضای آژانس را تحت عنوان داستایفسکی پیگیری می‌کند که کلید درمان را دارد در حالی که وی و اعضای انجمن موفق به یافتن داستایفسکی و دستگیری وی می‌شوند. با این حال، افراد داستایوسکی آژانس را دوباره تهدید می‌کنند و دازای زندانی می‌شود. علی‌رغم زندانی بودن، دازای از آنگو درخواست کمک می‌کند تا به آژانس دستور دهد تا علیه اعضای زوال فرشتگان داستایوسکی و دولت بجنگد.
اینقدر خودت رو سرزنش نکن، اگر این کار رو کنی، زندگیت تبدیل به یک کابوس بی پایان میشه. ___دازای خطاب به آتسوشی

### نام: دوپّو کونیکیدا

#### موهبت: شاعر دوپو (تبدیل نوشته به اشیاء واقعی)
دوپو کونیکیدا (به ژاپنی:国木田 獨歩) که نام و موهبت او نیز از شاعری با همین نام اقتباس شده است. به عنوان عضوی از آژانس کارآگاه مسلح، کونیکیدا در مورد کار خود بسیار حرفه‌ای و کوشا است، زیرا از نظر وی، اعتبار آژانس بر هر چیز دیگری برتر است. او دائماً نیاز به سازماندهی، جمع‌آوری و برنامه‌ریزی هر جزئی از جزئیات را احساس می‌کند، به همین دلیل ممکن است در حین تحقیقات تا حدودی بیش از حد سختگیرانه و خشن باشد.
او تقریباً می‌خواست که آتسوشی ربوده شده را رها کند زیرا حضور او ممکن بود آژانس را درگیر کند. با وجود این، کونیکیدا یک کارآگاه قابل اعتماد و وفادار است که بسیاری از اعضای آژانس به دلیل توانایی مقتدرانه و مسئولیت پذیر بودن او، به او اعتماد می‌کنند.
او تقریباً هرگز بدون دفتر خود که به اعتقاد او «ایده‌آل» و راهنمای زندگی است، دیده نمی‌شود. او به چندین دلیل از عملکرد آن استفاده می‌کند، مانند جمع‌آوری داده‌ها، برنامه‌ریزی، ایجاد جهان به مکان بهتر و مهم‌تر از همه، رسانه‌ای برای موهبت خود، شاعر دوپو.
در حالی که جبهه ای آرام و دقیق را به تصویر می‌کشد، کونیکیدا همچنین به خاطر انفجارهای ناخوشایند خود معروف است، که عمدتاً توسط شریک کاری او، اوسامو دازای، که به‌طور مداوم او را با تلاش‌های خودکشی آزار می‌دهد، ایجاد می‌شود. با این حال، کونیکیدا واقعاً از دازای بدش نمی‌آید. وی به ویژه مهارت و دانش دازای را در ابتدای کار با او تحسین می‌کند و همچنان بیشتر استراتژی‌های آژانس را به دازای می‌سپارد. اعتماد مشابه به رانپو ادوگاوا از دیگر اعضای آژانس را نیز دارد، زیرا کونیکیدا معتقد است که موهبت رانپو (استنباط نهایی) برای فعالیت آژانس بسیار مؤثر است.
او همچنین از نظر مشخصه ساده لوح است و مستعد باور کردن دروغهای دازای است، که بعداً برای یادداشت‌های بعدی در دفتر خود می‌نویسد.
کونیکیدا برای زندگی انسانها ارزش قائل است، زیرا او تلاش می‌کند تا در طول حوادث خطرناک در یوکوهاما تمام افراد بی گناه را نجات دهد. او پس از دیدن حوادث جوانی که در مقابل خود زخمی یا کشته شده‌اند، به این عقیده پایبند است. در نتیجه، کونیکیدا هرگز به کشتن حریفان خود به عنوان تنها گزینه، دائماً برای رفع اشتباهات و بدون نیاز به خونریزی، نمی‌اندیشد. رانپو معتقد است که با توجه به عطوفت دلسوزانه خود برای محافظت از شهر و مردم آن، قوی‌ترین و با فضیلت‌ترین فرد آژانس است.
این جبهه آرام وقتی شروع به ترک خوردن می‌کند که مجبور شود قوانین را بشکند، در نتیجه یک شکست ذهنی ایجاد می‌کند. وضعیت روانی کونیکیدا هنگام شکار توسط سگهای ولگرد همچنان رو به وخامت می‌رود، اعتماد به نفس او از دست می‌رود. او معتقد است که اگر رفقایش بمیرند آرمان‌های کونیکیدا ناپدید می‌شوند آرامش او از بین می‌رود.

کونیکیدا عمیقاً به این گفته می‌اندیشد، و باعث می‌شود که آرمان‌های خود را به شدت ارزیابی کند و گفت: "اندیشه آرمان گرایانه به تنهایی زندگی را نجات نمی‌دهد، زمان آن است که واقع بینانه تر باشیم". در پایان فصل، کونیکیدا تصمیم فداکاری خود را اتخاذ می‌کند، و همچنان به آرزوی خود برای زنده نگه داشتن رفقایش ادامه می‌دهد و به تیتچو سوئهیرو می‌گوید که "اجازه نمی‌دهد کسی نقشه‌هایش را خراب کند" و "با این زندگی به عنوان سوخت، به بی کران پرواز می‌کنم".
"آره، حق با توهه. انقدر سختی می‌کشم تا کف و خون بالا بیارم، ولی بازهم مردم می‌میرند. به بدترین و بی شرمانه‌ترین شکل ممکن بدون حتی ذره ای ایده‌آل بودن. اینه کار دنیا. اما راهی که من انتخاب کردم و دنبالشم اینه که حتی اگه تو بیابون بی آب و علف و با تشنگی زیاد داشتم می‌مردم، باز هم ایده‌آل هامو دنبال می‌کنم."_____کونیکیدا خطاب به شوساکو کاتسورا

### نام: اِدوگاوا رانپو
==== موهبت: استنباط نهایی ====super detection

##### شعار: همه چیز خوبه و این برای من بهتره
اِدوگاوا رانپو (به ژاپنی:江戸川 乱歩) که نام او از نویسنده رمان‌های جنایی و پر رمز و راز با همین نام اقتباس شده و شخصیت او نیز بر همین پایه بوده است. رانپو به موهبت خود که می‌تواند هر رمز و راز را در عرض چند ثانیه، که با آن موارد بی‌شماری را حل کرده است، بسیار افتخار می‌کند. او اغلب در حال رجز خوانی در مورد مقام خود به عنوان «بهترین کارآگاه دنیا» دیده می‌شود. هنگام استفاده از موهبت خود، او عینکی را که رئیس آژانس فوکوزاوا یوئیچی به او داده بر چشمان خود که بیشتر اوقات بسته است می‌گذارد (رنگ چشمانش سبز است).
همچنین نشان داده می‌شود که او نسبتاً اخلاق کودکانه دارد و مرتباً با سایر کارآگاهان آژانس شوخی می‌کند و گاهی از انجام کار یا موارد به دلایل پیش پا افتاده مانند تنبلی یا کینه‌توزی امتناع می‌ورزد. با این وجود، اوضاع می‌تواند جدی و آرام شود. او همچنین بسیار باهوش است و توسط بقیه آژانس کارآگاه مسلح به خاطر آن تمجید می‌شود، حتی بیشتر از این که توانایی کافی ندارد. این احتمال وجود دارد که رفتار کودکانه او مکانیزم کنار آمدن برای چگونگی ضربه خوردن توسط کودکی خود باشد.
حتی اگر به نظر می‌رسد که همکارانش فکر می‌کنند او کاملاً از این واقعیت غافل است که موهبتی ندارد، اما او آگاه است که استنباط فوق‌العاده وی در حقیقت یک موهبت نیست. با این حال، از آنجا که آژانس اعتقاد زیادی به او دارد، او از پذیرفتن صریح هر کسی در آژانس امتناع می‌ورزد، اما کاملاً عدم توانایی خود را در برابر موشیتارو اوگوری اعتراف کرد و این کار را نیز انجام داد، سیب مرده.
نشان داده شده است که رانپو هنگام استفاده از «استنباط نهایی» خود قادر به انجام کارهای ساده مانند سوار شدن به قطار یا یافتن راه خود به خانه نیست.

### نام: جون‌ایچیرو تانیزاکی

#### موهبت: برف سبک (شبیه‌ساز)
یونیچیرو تانیزاکی (به ژاپنی:谷崎 潤一郎) که نام او باز هم از یک نویسنده اقتباس شده و برادر بزرگتر نائومی تانیزاکی است. نشان داده می‌شود که تانیزاکی نوع فروتنانه و تا حدودی بی‌خیال است، اما نسبت به کسانی که نائومی را آزار می‌دهند بسیار خشن و تشنه خون خواهد شد. او از شوخی‌های مسخره و صمیمیت خواهرش خجالت می‌کشد، اما با این وجود به شدت از او مراقبت می‌کند. وی حتی اظهار داشت که مواردی مانند اخلاق، خودپسندی و غرور در مقایسه با نائومی برای او اهمیتی ندارند و او «دنیا را برای او به آتیش می‌کشد». او همچنین به سلامتی اعضای همکار خود در آژانس اهمیت می‌دهد، اما دارای یک احساس بسیار شکننده است که در آن او به سرعت راهی را طی می‌کند که به احتمال زیاد خود و آژانس را حفظ می‌کند حتی اگر شامل رفتارهای بسیار غیراخلاقی از جمله آسیب رساندن به غیرنظامیان و … باشد. چنین اقدامات تکان دهنده‌ای حتی به خطر انداختن حتی همکاران خود وی، اعتبار آژانس و به‌طور کلی یوکوهاما منجر می‌شود، که تانیزاکی را از نظر مسئولیت به یکی از اعضای خطرناک آژانس تبدیل شود.
او بسیار دوستانه و مسلماً یکی از عادی‌ترین اعضای آژانس است، مانند هر یک از اعضای دیگر عجیب و غریب یا پر حرف، هرچند که با شیطنت‌های آن‌ها همراه است. همچنین نشان داده شده است که او دوست صمیمی آتسوشی است، اساساً به این دلیل که به نظر می‌رسد این دو عادی‌ترین اعضای آژانس هستند و این دو در چند مورد با هم کار می‌کنند و می‌توانند به عنوان یک تیم سازنده با مخالفان سر سخت مانند مبارزه آن‌ها علیه لوسی مود مونتگومری خود را نشان دهند. مانند آتسوشی، او همچنین می‌تواند عصبی شود و ظاهر ترسناکی به خود بگیرد (البته ترسو نیست) مانند زمانی که خودش عصبی بود و با هواپیما پرواز می‌کرد.

### نام: آکیکو یوسانو

#### شعار: قبل از مردن، کشتن یاد بگیر
آکیکو یوسانو(به ژاپنی:与謝野 晶子) که نام او از نویسنده، معلم و شاعر ژاپنی آکیکو یوسانو الهام گرفته شده است. یوسانو بانویی است که با کمال لطف و وقار خود را حمل می‌کند. او افتخار می‌کند که هم زنی قدرتمند است و هم پزشک توانمندی، به همین دلیل با کسانی که از هر دو جنبه او را کوچک می‌شمارند خیلی مهربان نیست. او تقریباً همیشه خونسرد و متین ترسیم می‌شد، اما وقتی عصبانی می‌شود، کاملاً مجبور به مبارزه است و اغلب تلافی جویانه سادیسم است.
او مستعد تمایلات برجسته سادیستی و پرخاشگرانه است، که با توجه به شرایط توانایی او بیشتر می‌شود. در نتیجه، بیشتر اعضای آژانس وقتی در حضور او هستند تا آنجا که ممکن است، فرار می‌کنند، حتی برای کوچک‌ترین آسیب دیدن، از آسیب دیدگی جلوگیری می‌کنند تا برچسب منحصر به فرد «درمان» او را دور بزنند.
وی به عنوان تنها پزشک آژانس کارآگاهی، برای زندگی انسان بسیار ارزش قائل است و از مرگ و قتل بی‌معنی بیزار است. او با خشونت کسانی را که خلاف این عقیده را دارند و بسیار مشتاق به انجام این کار است بدون هیچ تعلل و اندوهی نصیحت خواهد کرد.
از همه آژانس کارآگاه مسلح، به نظر می‌رسد که وی نزدیکترین فرد به رانپو ادوگاوا باشد، زیرا او کسی بود که وی را به آژانس معرفی کرد.
در یادداشت فرعی، به نظر می‌رسد که او تا حد زیادی عاشق خرید است، و هنگامی که کار نمی‌کند اغلب در حال خرید مقدار زیادی لباس است. او اغلب مجبور می‌شود که یکی دیگر از مأموران با او بیایند و چندین خرید برای او انجام دهند.
شخصیت قوی یوسانو حتی از دوران کودکی او نشات می‌گیرد، زیرا نشان داده شده است که او نگرانی زیادی در مورد وضعیت خوب سربازان در طول جنگ بزرگ را نشان می‌دهد. این احتمالاً به این دلیل است که وی معتقد بود توانایی وی باعث شده جراحات آن‌ها «مسئله خاصی» نباشد و به عنوان سرباز انتظار دارد که آنها سخت کوش تر شوند. او همیشه خود را با احترام زیادی حفظ می‌کند، سرش را با سنجاق سر زیبایش محکم می‌بندد و ذات مالکیت او را نسبت به او تحقیر می‌کند.

با این حال، با شروع جنگ، یوسانو متوجه می‌شود که موهبت او فقط از نظر جسمی بهبود می‌یابد، نه از نظر روحی و روانی، تماشای هرچه بیشتر شکستن مردان تحت آسیب جنگ و شرایط توانایی او. اوضاع خراب می‌شود، اما موری او را مجبور می‌کند تا جایی ادامه یابد که از نظر احساسی، ساکت بماند. یوسانو شروع به بهبودی می‌کند تا اینکه رانپو ادوگاوا و یوکیچی فوکوزاوا او را از نفوذ موری نجات دادند. او تا به امروز از موری متنفر است.
"می‌خوای بدونی مرگ چیه؟ باشه بهت میگم. مرگ از دست دادن جونه. با وجود همه تلاش‌هایی که دکترایی مثل من می‌کنن… زندگی یک بیمار هم می‌تونه با حرکت اشتباه یه بند انگشت تموم بشه. تو فکر می‌کنی مرگ بالاترین جایگاه علمه؟ هر کسی که به زندگی توجه زیادی نداشته باشه، خودم می کشمش. "_____یوسانو خطاب به موتوجیرو کاجی

### نام: فوکوزاوا یوکیچی (رئیس آژانس کاراگاهی مسلح)

#### شعار: خداوند همه را یکسان آفریده است
فوکوزاوا یوکیچی (به ژاپنی:福沢 諭吉) که نام او نیز از فوکوزاوا یوکیچی، مترجم، نویسنده، روزنامه‌نگار و اولین سفیر ژاپن در اروپا اقتباس شده است.
فوکوزاوا (همان‌طور که از رئیس آژانس انتظار می‌رود) یک فرد جدی است، قادر به حفظ آرامش بیان خود در هر زمان، حتی در مقابل دشمن است. او همچنین رهبر خوبی است.
همچنین مشخص شده است که او محافظ کار نیز است، همان‌طور که وقتی او به همه پرسنل آژانس دستور می‌دهد تا در یافتن و نجات آتسوشی تمرکز کنند، دیده می‌شود؛ بنابراین، به نظر می‌رسد که او بسیار به زیردستان خود اهمیت می‌دهد و کاملاً به آنها اعتماد دارد.
با این حال، محافظ کاربودن او اقتدار بی‌چون و چرای او را نسبت به همه اعضای آژانس به حداقل نمی‌رساند: ادوگاوا رانپو ترسیده پس از اخطار کنجی به او نسبت به خشم فوکوزاوا در صورت انجام چنین کاری، کار کردن روی یک پرونده قاتل جالب را برای حل به جای نجات آتسوشی کنار می‌گذارد. در حالی که فوکوزاوا از نظر عاطفی محفوظ و تحریک پذیر است، او می‌تواند شوخ‌طبعی تند نشان دهد: دوازده سال پیش، در حالی که او در راه نجات موری از جنایتکاران سطح پایین بود، جنایتکاران تهدید به کشتن او می‌کردند و فوکوزاوا آرزو می‌کرد آن‌ها سرگرم شوند با این حال، او هرگز لبخند نزده است، اگرچه این به شدت نشان می‌دهد که او یک نقطه عطفی برای چیزهای زیبا دارد. بعد از اینکه کیوکا ناز و ادایش را نشان می‌دهد، او را در همان‌جا استخدام می‌کند. همچنین نشان داده شده است که او گربه‌ها را تا حدی دوست دارد که در آستین یوکاتای خود خوراکی برای آن‌ها نگه می‌دارد.

### نام: کنجی میازاوا

#### شعار: وقتی گاوها از کنترل خارج می‌شوند با هرچی دم دستته بزنشون!
کنجی میازاوا (به ژاپنی:宮沢 賢治) نام او از کنجی میازاوا نویسنده و شاعر دوره شووا گرفته شده است. کنجی از یک روستای کوچک به آژانس آمده. پسری ساده اما بی دغدغه و مهمان نواز است که هرگز با لبخند بر لب از سلام و احوالپرسی مردم کوتاهی نمی‌کند. به همین دلیل با استقبال خوب مردم و محبوبیت او در بین ساکنان شهر مواجه می‌شود.
او نگاهی فوق‌العاده خوش‌بینانه دارد و همیشه به صداقت ذاتی دیگران اعتقاد دارد، صرف نظر از آنچه که ممکن است به نظر برسد، بگوید یا انجام دهد. فراموشی وی از خطرات ناشی از برخی شرایط ممکن است ناشی از تربیت روستایی او باشد، اما این ذهنیتی است که با توجه به سابقه بالای وی در حل پرونده‌های دشوار، در تحقیقات مختلف به او کمک کرده است.
از آنجا که کنجی روستایی است، همچنین قادر به درک مفاهیم اساسی شهری مانند پول نیست و غالباً باید به غرایز روستایی خود اعتماد کند. این امر منجر به روشهای عجیب تری در این قطعنامه می‌شود، مانند استفاده از توانایی او در شکست دادن مجرمان در برابر تسلیم، عملی که باعث شهرت ترسناک وی در میان گروه‌های مشکوک بیشتری در منطقه شده است.

### نام: کیوکا ایزومی

#### موهبت: شیطان برفی
کیوکا ایزومی (به ژاپنی:泉 鏡花) از نام نویسنده ژاپنی داستان‌های کوتاه (که مرد بوده) اقتباس شده است. زمانی در مافیای بندر بود. شخصیت کیوکا به عروسک شباهت دارد و فاقد هرگونه احساسات است و هنگامی که به او دستور داده می‌شود، وظیفه را انجام می‌دهد و بی‌رحم است. کیوکا پس از قرار گرفتن در معرض آتسوشی ناکاجیما و دنیای واقعی، دوباره به یک نوجوان جوان بازمی‌گردد. او به راحتی شیفته چیزهای کوچک می‌شود و نیاز به دیدن همه چیز دارد. او دقیقاً مانند آتسوشی معتقد بود که ارزش او بسیار اندک است و او لیاقت مردن به خاطر جنایات خود را دارد و در برهه‌ای از زندگی خود چنان انتقام از زندگی خود را گرفته بود که آرزو داشت همراه با موهبت خود نابود شود. اگرچه برخلاف آتسوشی، پس از پیوستن به آژانس کارآگاه مسلح، در مورد اشتباهات خود صحبت نمی‌کند و تمام تلاش خود را می‌کند تا برای دوستان خود مفید باشد حتی اگر این به معنای آسیب رساندن و کشتن دیگران به خاطر آن‌ها باشد.
کیوکا کاملاً بی‌احساس و با اراده است، وی حتی اظهار داشت که می‌خواهد به ریونوسوکه آکوتاگاوا ثابت کند که او چیزی بیش از یک قاتل است. به نظر می‌رسد کیوکا به شدت به آتسوشی اهمیت می‌دهد تا جایی که تهدید می‌کند هرکسی را که به او آسیب برساند، خواهد کشت. بعداً دیده می‌شود که او به مهارتهایش بیشتر اعتماد می‌کند و به او اجازه می‌دهد خودش را حفظ کند.
کیوکا دارای اخلاقی متزلزل است که در آن معتقد است برای حفظ خود و آژانس کارآگاه مسلح، مجرم شدن یا آسیب رساندن به مخالفانش اشکالی ندارد، که شبیه اخلاق بسیاری از همکارانش است. او همچنین می‌تواند بسیار انتقام جویانه باشد زیرا بالاتر از کشتن آکوتاگاوا نبود تا به خودش ثابت کند که در مورد او اشتباه کرده است، این نشان می‌دهد که طبیعت تاریک او می‌تواند به راحتی در صورت اقتضا شرایط را تسخیر کند.

### نام: نائومی (خواهر تانیزاکی)
نائومی تانیزاکی (به ژاپنی:谷崎 ナオミ) نام او از شخصیت داستان «نائومی» نوشته یونچیرو تانیزاکی الهام گرفته شده است. نائومی یک زن جوان جسور و با اراده است، که هرگز از درگیر کردن خود در پرونده‌ای، به‌طور خاص، پرونده‌های مربوط به برادر بزرگترش می‌شود، شانه خالی نمی‌کند. علی‌رغم اینکه موهبت ندارد، او اغلب درگیر آژانس است، اما وقتی به او گفته می‌شود که آنجا را ترک کند، او بیشتر امتناع می‌کند.
نائومی به عنوان کارمند آژانس کارآگاهی، حتی در میان شرایط خطرناک، بسیار باهوش است و سریع فکر می‌کند. همچنین نشان داده شده است که او از نظر ذهنی قوی است زیرا، علی‌رغم اینکه قربانی مکرر آدم‌ربایی و افراد دارای موهبت است، او این مسئله را بسیار خوب می‌داند و از نظر ظاهری نیز تحت تأثیر قرار نمی‌گیرد.
احتمالاً یکی از بارزترین ویژگی‌های نائومی عشق عمیق او به برادر بزرگترش، که همیشه با اوست، خواهد بود. وقتی با برادرش است، می‌تواند کودکانه و تحریک پذیر باشد. به نظر می‌رسد احساسات او فراتر از عشق معمولی خواهرانه است و به دلیل شرایط زیر سؤال برانگیز و اظهارات گویا می‌تواند ماهیتی عاشقانه داشته باشد. با این حال، چه عاشقانه باشد و چه افلاطونی، نائومی همچنان در ارادت خود نسبت به برادرش ثابت قدم است و آنچه در توان دارد برای محافظت از وی در برابر آسیب‌ها انجام می‌دهد.
نائومی علاوه بر برادرش، نسبت به سایر اعضای آژانس کارآگاه مسلح نیز مهربان و مراقب است. وقتی دیگران در فکر رها کردن آتسوشی ناکاجیما هنگام آدم‌ربایی بودند، او نگران بود و به راحتی او را می‌بخشد وقتی تقریباً کنترل قدرت خود را از دست داد.

### مافیای بندر

#### موهبت: راشومون (پاره کردن اشیا و…)
ریونوسکه آکوتاگاوا(به ژاپنی:芥川 龍之介) که نام او از ریونوسکه آکوتاگاوا نویسنده داستان‌های کوتاه دوره تایشو و موهبت او از یکی آثار معروف این نویسنده یعنی راشومون اقتباس شده است. آکوتاگاوا یک نگاه سیاه و سفید داروینیسم سوسیال به جهان دارد و ادعا می‌کند که افراد ضعیف باید بمیرند و جای خود را به افراد قویتر بدهند. او از درد و شکست نمی‌ترسد، فقط اگر کلمه‌ای را از یک «شخص خاص» بشنود. ذات بی‌رحمانه و شرور او را به یکی از خطرناکترین اعضای بندر مافیا تبدیل می‌کند، که هم متحد و هم دشمن از آن وحشت دارند. بیشتر تمکینی که از زیردستان «سوسمار سیاه» دریافت می‌کند، عمدتاً ناشی از ترس از کوتاهی روحیه و عدم تحمل عمومی بی کفایتی اوست.
آکوتاگاوا با عنوان «سگ وحشی» بندر مافیا، تمایلی حاد برای ارتکاب جنایات خشن را به تصویر می‌کشد تا علاوه بر اهداف مافیا بلکه برنامه خود را نیز به پیش ببرد. بی‌رحمانه و صریح، آکوتاگاوا در مورد اهداف خود تمایز قائل نیست، زیرا هیچ‌کسی از کشته شدن کسی از غیرنظامیان بی‌گناه، کودکان و دشمنان به هیچ وجه ناراحت نیست. او که با بی‌رحمی به افراد ضعیف حمله می‌کند، از شکنجه‌های بی‌معنی بیزار است و ترجیح می‌دهد هر زمان که ممکن است کشتن را با یک حرکت انجام دهد.
آکوتاگاوا به همان اندازه که خشن است، رویکردی کاملاً متشکل و جدا از هم دارد. نسبت به زیردستان و مافوق، به‌طور یکسان عمل می‌کند و از تعاملات اجتماعی هرچقدر ممکن باشد فاصله می‌گیرد. با این وجود خونسردی او شکننده است. در مواردی مانند هیگوچی در حین تعقیب و گریز برای آتسوشی ناکاجیما آکوتاگاوا سریعاً لگد می‌زند و او را مسخره می‌کند که با اقدام بی پروا به او خطر می‌بخشد. این خلق و خوی سریع، غالباً مانع او می‌شود و فعالیت‌های او را به هسته اصلی وجود خود دامن می‌زند.
مرکز این خشم از گذشته او به عنوان یتیمی در زاغه‌های یوکوهاما ناشی می‌شود. از زمان کودکی، نگاه تلخ آکوتاگاوا هرگز تغییر نکرد. تنها چیزی که تغییر کرد دیدار با دازای در سن ۱۴ سالگی بود، که قبلاً مایل بود گروهی از بازرگانان غیرقانونی مسئول قتل همراهانش را بکشد. این ملاقات با دازای در یک تغییر اساسی در آکوتاگاوا - احترام به شخصی - به پایان می‌رسد. حتی پس از گذراندن دوره آموزش وحشتناک و وحشتناک دازای، آکوتاگاوا هرگز از فلسفه خود دور نمی‌شود و کاملاً مخالف پذیرش ارزش اطلاعات دازای صرفاً برای خلاص شدن از شر دشمنان مافیاست. فقط با شنیدن صدای ضرب و شتم دازای، یادگیری نظر عالی دازای در مورد ساکونوسوکه اودا در سطح عمیقی به آکوتاگاوا آسیب می‌رساند، احساس توهین می‌کند که تصور می‌شود او نسبت به کسی که حاضر به کشتن در مافیا نیست، پایین‌تر است. فرار دازای اوضاع را را خراب‌تر می‌کند و احساس حقارت دائمی و ماندگار را در ذهن آکوتاگاوا باقی می‌گذارد، مهم نیست که چه کاری در مافیا انجام داد. اگرچه او هنوز در تلاش برای تأیید دازای است، اما وضعیت فعلی دازای را رسوایی برای شهرت خونین که در تاریخ مافیای بندر حک کرده است، می‌داند.
تمایل آکوتاگاوا برای تأیید دازای ناگزیر به کینه شدیدی نسبت به شاگرد جدید دازای، آتسوشی منجر می‌شود. آکوتاگاوا در اولین ملاقات با آتسوشی هنگامی که ضعیف است، می‌ترسد و در برابر خشونت لرزه بر اندامش می‌افتد، آتسوشی را کنار می‌گذارد و این چیزی نیست جز یک فرد ضعیف دیگر که قرار است به خاطر افراد قدرتمندتر از او بمیرد. گرچه موهبت آتسوشی لحظه ای او را هجوم می‌آورد، با این وجود آکوتاگاوا چیز خاصی در آتسوشی نمی‌بیند. نظر او در مورد آتسوشی هنگامی بدتر می‌شود که دازای به او می‌بالد، و همزمان به ارزش آکوتاگاوا به عنوان شاگرد سابق دازای توهین می‌کند. در بیشتر اوقات، آکوتاگاوا نمی‌تواند ارزشی را که دیگران برای آتسوشی قائل هستند، درک کند و بالعکس. آتسوشی یک تناقض برای آکوتاگاوا است - ضعیف، اما با وجود این که توسط دیگران بسیار ارزشمند است، نسبت به آنچه در واقع برای مکانی در جهان و اجازه زندگی است، قویتر است. این امر عمیقاً با درک خود آکوتاگاوا در تعارض است. دیگران او را قدرتمند می‌دانند، اما آکوتاگاوا قدرت او را در نتیجه تربیت و فلسفه خودش تصدیق نمی‌کند. این امر منجر به تکرار ریاکاری محکومیت آتسوشی به دلیل تلاش برای جلب رضایت همه می‌شود در حالی که خود آکوتاگاوا تقریباً کاملاً برای تأیید دازای عمل می‌کند.
این رقابت بیشتر اوقات به خورد این دو می‌خورد، با این حال، سرانجام آکوتاگاوا به درک درستی از آتسوشی می‌رسد. کینه او هنوز تازه و تمایلی بی‌پایان برای کشتن آتسوشی به خاطر خودش است، حداقل با نوعی احترام نسبت به آتسوشی مخلوط می‌شود. این مسئله به‌ویژه هنگامی نشان می‌دهد که آتسوشی برای کنار آمدن با مرگ رئیس یتیم خانه تلاش می‌کند. اگرچه زمان مناسبی برای تعطیلات آتسوشی است، اما آکوتاگاوا از این کار خودداری می‌کند و می‌گوید او را تنها می‌گذارد تا با درد از دست دادن رئیس یتیم خانه خود کنار بیاید. او همچنین درک ماهرانه‌ای از ببر زیر نور ماه به دست می‌آورد، و در هنگام جنگ با هم علیه فیتز جرالد و ایوان به هر دو کمک می‌کند.
با تمام عصبانیت، تلخی و کینه‌اش نسبت به بشریت و خود جهان، آکوتاگاوا روابط خود را دارد. او رابطه دوستانه‌ای با خواهر کوچکترش گین دارد و تا جایی پیش می‌رود که کمک کند و لطف او را بدون هیچ کم‌وکاستی انجام دهد. به‌علاوه، بعد از اینکه هیگوچی و سوسمار سیاه او را از یک گروه رقیب نجات دادند، آکوتاگاوا از هیگوچی برای این مشکل عذرخواهی کرد. اگرچه این لحظات کوتاه از طرف آرام و جدی آکوتاگاوا است، اما با این وجود وزن دارد. مشخص است که آکوتاگاوا شخصیتی کمیاب دارد.

### نام: ناکاهارا چویا

##### موهبت: برای فساد غم و اندوه (توانایی کنترل جاذبه)
چویا ناکاهارا (به ژاپنی:中原中也) نام او از شاعری ژاپنی با همین نام و موهبت او یکی از اشعار این شاعر است. از لحاظ ظاهری، چویا مردی بدخلقی و نسبتاً مغرور و بی‌روح است. جنگ او را خوشحال می‌کند، دوست دارد که همیشه توانایی رزمی خود را به نمایش بگذارد و از شهرت خود به عنوان قوی‌ترین رزمی کار مافیای بندر بسیار افتخار می‌کند. اظهارات تمسخرآمیز با غرور او جفت می‌شود، زیرا او بالاتر از تمسخر مخالفان خود در میانه جنگ نیست. او که شایسته یک مدیر اجرایی است، هیچ گونه مشکلی برای از بین بردن دشمنان مافیای بندر به هیچ وجه لازم، از جمله قتل و …، ندارد، اما در تاکتیک‌های او تقریباً به اندازه اعضایی مانند ریونوسوکه آکوتاگاوا و اعضای سوسمار سیاه نیست.
چون خیلی سر گرم به نظر می‌رسد، استدلال در مورد چویا غیرممکن نیست. در حقیقت، وقتی کسی روی اعصابش راه نمی‌رود، او نسبتاً منطقی است. در حالی که مهارت و حضور وی تهدیدی ذاتی را نشان می‌دهد، اما او به اندازه کافی قابل اعتماد است که موری بتواند وظیفه مقابله با آژانس کارآگاه مسلح را در طول درگیری سه جانبه با انجمن به وی محول کند. درست است که او در تلافی و مقابله با آکیکو یوسانو و کنجی میازاوا دریغ نکرد (در واقع، او از جنگیدن علیه افرادی که خوبه می‌جنگند، بسیار لذت می‌برد)، اما به محض اینکه یوکیچی فوکوزاوا برای کسب اطلاعات بیشتر به او خطاب می‌کند، چویا خود را از جنگ بازمی‌دارد. در اینجا نیز، ماهیت او به عنوان یک مافیایی واقعی می‌درخشد، و ابراز پشیمانی از خطری که مافیا عمداً نائومی تانیزاکی و هیراکو را در آن قرار داد، با استفاده از آن‌ها به عنوان طعمه. در حقیقت، او نسبت به این موضوع خوشحال است، زیرا می‌داند که آژانس را به شدت عصبانی می‌کند.
چویا همان‌طور که بی رحم است، به ندرت زندگی مردم را مسلم می‌داند و اهمیت سازش و عقلانیت را می‌داند. او در صورت لزوم از روش‌های بی‌جهت وحشیانه پرهیز می‌کند و حس کافی برای دانستن زمان کافی را دارد. موارد قابل توجه شامل درگیری او با آرتور ریمبود، مرد مسئول تلاش برای قتل او مدت‌ها قبل از پیوستن به مافیای بندر در پانزده سالگی است. چویا کاملاً قصد کشتن او را داشت، اما آخرین سخنان او را بدون سوء نیت و تمسخر شنید. در حقیقت، آخرین سخنان ریمبود در مورد او تأثیر عمیقی در دیدگاه خود چویا نسبت به زندگی و خودش داشت. او کلاه ریمبود را به عنوان هدیه ورود به مافیای بندر دریافت می‌کند و در نتیجه از کلاه به خوبی مراقبت می‌کند.
پس از اینکه «اوسامو دازای» دشمنی را کشت، اما بارها و بارها به روی جسد شلیک کرد و به او خندید، چویا خواست که متوقف شود، زیرا در اقدامات دازای معنی ندارد. کینه چویا از آنگو ساکاگوچی مانع از این نمی‌شود که واقعیتی را که به او مدیون است، تصدیق کند و از این رو از خصومت با آنگو (و به تعبیری، میزوکی تسوجیمورا زیردستش) خودداری می‌کند تا زمانی که بتواند بدهی خود را پس دهد.
درست همان‌طور که چویا مسئولیت دفاع از رفاه "گوسفند" را در مقابل دشمنان خود به عهده گرفت، این امر در مورد وفاداری و ارادت او به مافیای بندر پس از پیوستن صادق است؛ بنابراین هرچه منطقی باشد، مهم‌ترین اولویت او شکوفایی و رفاه مافیای بندر است، بنابراین هیچ چیز مانع انجام مسئولیت‌های خود به عنوان مدیر اجرایی حتی به قیمت جان دیگران نمی‌شود. چویا در وفاداری‌های خود تندخو است و خیانت را غیرقابل تحمل می‌داند و رفتار بسیار خوبی با زیردستان خود دارد.
در گذشته، چویا با هویت و جایگاه خود در بین مردم بسیار مبارزه می‌کرد. ارتباط وی با آراهاباکی به این دلیل پایان یافت که وی چگونگی واقعاً انسان بودن را زیر سؤال برد، و این امر به دلیل عدم دانستن حقیقت موجود در مرحله اول، بدتر شد. در حالی که قدرت او در موهبت او نهفته است، اما آگاهی از تأثیرات یک خدا بر او این احساس را ایجاد می‌کند که گویی در یک مبارزه احساس نگرانی و ترس نمی‌کند، زیرا می‌داند که به احتمال زیاد بدون حتی یک خراش پیروز خواهد شد. وی دلیل این امر را غیرانسانی بودن - در ذهن او - و در نتیجه ناتوانی در درک عمق چنین احساساتی دانست.
او برای اینکه احساس خویشتنداری کند، لگد زدن را بیشتر به مشت انداختن ترجیح داد، حتی هرگز دستکشش را در نیاورد. او فهمید اگر به نبردی می‌آید که باید دستکش را از آن جدا کند، به این دلیل است که دیگر نمی‌تواند از عجله نبرد لذت ببرد و واقعاً به دفاع از خود احتیاج داشت - به عبارت دیگر احساس دلبستگی به زندگی ای که زندگی می‌کرد، حتی اگر احساس می‌کرد که یک روح بی جان در پوست و استخوان است، نه یک انسان. این امر در حال حاضر صادق است، زیرا چویا تنها هنگام استفاده از فساد در لحظات ناخوشایند دستکش‌های خود را در هنگام برداشته شدن دیده است.
بعد از اینکه ریمبود اعتقادات خود را در مورد انسانیت بیان کرد، چویا کمی تغییر کرد، و زندگی خود را کمی جدی تر گرفت. خیانت به گوسفند، در کنار دخالت مستقیم مافیای بندر در کشف حقیقت، تأثیر زیادی بر او گذاشت، اما در نهایت منجر به وفاداری او به آن‌ها شد. انگیزه برای کسب اطلاعات بیشتر در مورد خود تا حد زیادی به ترفیع رتبه او کمک کرد، بسیار سریعتر از آنچه پیش‌بینی شده بود.
چویا هنگامی که پانزده ساله بود با دازای دیدار کرد ولی با توجه به سخنان رد و بدل شده مشخص بود که این دو از قبل دربارهٔ یکدیگر تحقیق کرده بودند، دازای باعث شد که چویا از گروه قبلی خود یعنی گوسفند بیرون انداخته شود و اعضای آن گروه نسبت به چویا بی‌اعتماد شوند و چویا در نهایت به مافیای بندر پیوست. دازای و چویا در کنار یکدیگر بسیار قدرتمند بودند در صورتی که با همکاری این دو نفر که به دو سیاه معروف بودند، مافیای بندر توانست بسیار گسترده‌تر و قدرتمند تر شود. دازای و چویا با وجود اختلافاتشان لحظات بسیار خاطره انگیز و خوبی در کنار یکدیگر داشتند اما با مرگ اودا ساکونوسکه دازای مافیا را ترک کرد. چویا با وجود این که هیچ‌گاه نمی‌توانست قدرت اصلی خود یعنی فساد را کنترل کند، اما با اعتماد بسیاری که به دازای داشت از قدرتش استفاده می‌کرد و دازای با موهبتش که خنثی کردن بود قدرت چویا را قبل از آسیب زدن به خود چویا غیرفعال می‌کرد او چویا را کوی می‌نامید.

### نام: اوگای موری (رئیس مافیای بندر)

#### موهبت: حیات جنسی
اوگای موری (به ژاپنی:森 鴎外) از نام پزشک، مترجم، نویسنده، شاعر، و ژنرال ارتش وقت ژاپن موری اوگای الهام گرفته شده است. در حالی که در ابتدا خود را به عنوان یک مرد میانسال معمولی، دست و پا چلفتی و نگران نشان می‌داد، بعداً بیشتر در مورد شخصیت واقعی خود نشان می‌دهد، حتی وقتی دیگران افراد محبوس در اتاق آن فرار می‌کنند، آرامش خود را حفظ می‌کنند، همراه با آتسوشی و جونیچیرو تانیزاکی، و هنگامی که دومی دستگیر شد هنوز خونسردی خود را حفظ کرد.
بعداً موری فاش کرد که نه تنها از نظر استراتژی و برنامه‌ریزی مهارت دارد، بلکه فردی بی رحم است و نیز قادر به ایجاد ترس بر دشمنان است. با این حال، ظلم او به خاطر ظلم دیدن در گذشته نیست. موری همیشه سود و زیان تصمیمات خود را وزن می‌کند و راه حل‌های بهینه را برای کل مافیای بندر انتخاب می‌کند. در نتیجه، این تصمیمات راهی خون آلود را ترک می‌کند و افراد بی‌شماری را آسیب دیده یا کشته می‌شوند، آکیکو یوسانو و اوسامو دازای قربانیان اصلی او بودند. موری هرگز احساسات، مظهر تفکر منطقی و استراتژی را به حساب نمی‌آورد. گفته می‌شود، هوش او به او امکان می‌دهد بسیاری از افراد را با توسل به نیازها و خواسته‌های آن‌ها دستکاری و سوء استفاده کند. دستکاری و سوء استفاده عاطفی، موری را به قیمت بسیاری از جانان در انگیزه‌های خود قرار داده است و تا زمانی که کسی متوجه شده است از آنها استفاده شده است، اغلب برای بازگشت به عقب او خیلی دیر است. از نظر موری، یک «دل» فقط مانع جنگ می‌شود، اعتقادی که منجر به اقدامات غیرقابل جبران او در استفاده از موهبت یوسانو و شکست ذهنی او در طول جنگ بزرگ می‌شود.
در حالی که یک فرد عمدتاً منطقی است که می‌داند چگونه از کلمات به نفع خود استفاده کند، موری بالاتر از تهدید و ارعاب معمولی برای یک مافیایی واقعی سرد و باتجربه نیست. سن و جنسیت برای موری مهم نیست، اما وقتی صحبت از برنامه‌های بزرگتر او می‌شود، او سابقه دستکاری در کودکان را دارد، زیرا بی تجربگی آن‌ها کنترل آنها را بسیار آسان می‌کند.
استفاده از رفتار و ادب موری بیشتر ناشی از حفظ احساس کنترل و قدرت در هر شرایطی است. در بیشتر موارد، رفتار مانند یک فرد عادی باعث توجه کمتر اطرافیان می‌شود، مانند زمانی که در جمع است و نیاز به جلوگیری از سوء ظن دارد. در غیر این صورت، فاصله مشخصی بین او و دیگران ایجاد می‌کند، گویی هیچ چیز آن‌ها هرگز او را گیج نمی‌کند. یوکیچی فوکوزاوا، متحد سابق او، از اعماق تاریکی موری آگاه است و او و دازای اغلب کسانی هستند که به بسیاری از بهانه‌های موری مستقیماً می‌بینند. هنگامی که این نما از بین می‌رود، شدت و تمایل موری برای انجام هر کاری، حتی کشتن، آشکار و ناراحت‌کننده می‌شود. شدت او به حدی است که وقتی موری با او روبرو می‌شود، لوسی مود مونتگومری از ترس فلج می‌شود.
او به زیردستان خود احترام می‌گذارد، مهارت‌ها و مشارکت آن‌ها را در سازمان ارزیابی می‌کند و قدرت آنها را تأیید می‌کند. به همین ترتیب، حتی در صورت مواجهه با درجه‌ای از عدم تمکین، موری مایل است برخی اشتباهات را نادیده بگیرد، تا زمانی که نتیجه آن به نفع بندر مافیا باشد. این باعث می‌شود که چرا او هرگز رفتار عجولانه ریونوسکه آکوتاگاوا را مجازات نمی‌کند. حتی در آن زمان، به گفته موری، «تلاش مهم است، نتایج در درجه دوم قرار می‌گیرند»، در برابر شکست قبلی آکوتاگاوا در تصرف آتسوشی ناکاجیما.
این مسئله با آزادی عمل موری نسبت به فعال‌ترین و قدرتمندترین اعضای سازمان همسو است و به آنها اجازه می‌دهد تا حدی آزادی و استقلال از نظارت دقیق وی را داشته باشند. به‌طور کلی، او معمولاً فقط به‌طور منظم با دو مدیر فعال خود، کویو اوزاکی و چویا ناکاهارا صحبت می‌کند، که اولین نفر از آنها اغلب اولین کسانی است که به انتقاد از خارج از مرکز موری در قالب ضرب و شتم خشک است. او و کویو بیشتر اوقات با هم گفتگو می‌کنند و مشارکت آنها منجر به این می‌شود که موری پس از نقص کیوکا موافقت کند که از او بی بهره باشد در نتیجه کنترل موفق بندر مافیا در یوکوهاما، موری از احترام، ترس یا مخلوطی از هر دو توسط بسیاری از زیردستان بسیار مورد توجه قرار می‌گیرد.
موری موقعیت رهبر یک سازمان را هم به عنوان حاکم بر آن‌ها و هم برده بودن آن‌ها می‌داند. این باور موری را به سمت استراتژی‌های شدید و بیرحمانه اش سوق می‌دهد. علاوه بر این، او بیش از اینکه از دشمن مشترک به نفع خود استفاده کند، خوشحال است، همان‌طور که مخفیگاه نائومی تانیزاکی و کیراکو هارونو را به امید استفاده از آژانس برای مراقبت از آن‌ها و کاهش حجم کار خود از مافیای بندر، برای انجمن آشکار کرد. او هنگام نشت محل یتیمان به آندره ژید، یتیمان را ذبح کرده و اوداساکو را به مأموریت خودکشی خود می‌رساند، از همین روش استفاده می‌کند. در هر دو مورد، موری این کار را انجام می‌دهد بنابراین کلمه مستقیم او هرگز به هدف مورد نظر خود نمی‌رسد و قدرت اعمال خود را به زور به جای آنها تحمیل می‌کند. این دستکاری و استفاده از دانش، هسته اصلی تصمیم‌گیری و تاکتیک‌های موری است و او را خطرناک می‌کند.
تلفات و ناکامی‌ها بدترین دشمنان موری هستند، مانند تعداد زیادی از زیردستان و همکاری‌های راکتی که در حین حادثه Q درگذشتند، یا کوی در آژانس کارآگاه مسلح نگهداری شد. به همین ترتیب، او از «انگلی» مانند قاچاقچیان و امثال آنها بیزار است، افرادی که معتقد است آنها یوکوهاما را برای منافع خود خشک می‌مکند و تعادل ظریف آن را برهم می‌زنند. با توجه به احترام موری به سوسکی ناتسومه، موری موافقت کرد که تعادل خود را در یوکوهاما حفظ کند و موری این مسئله را جدی می‌گیرد؛ زیرا موری بی رحمانه و سخت در اشتباه است.

### نام: ایچیو هیگوچی
ایچیو هیگوچی (به ژاپنی:樋口 一葉) از نام ایچییو هیگوچی رمان‌نویس ژاپنی گرفته شده است. هیگوچی به عنوان یک مافیایی، بی‌رحم و ترسناک خود را ثابت می‌کند و از کشتن اهداف خود ابایی ندارد. در مواجهه با دشمن، او جو دوری از خود را دارد، که اغلب کاملاً بی‌معنی است و نسبت به آن‌ها ابراز همدردی می‌کند. با سرعت عمل، او به ندرت بی‌احترامی را تحمل می‌کند و از کسانی که مافیای بندر را دست کم می‌گیرند بیزار است.
با این حال، شخصیت هیگوچی، همان‌طور که رئیس او و او خود اذعان می‌کنند، در مافیای بندر مناسب نیست. در زیر دل سنگش، دریایی از عواطف است و به راحتی ناراحت می‌شود، مردد است و سریع خودش را زیر سؤال می‌برد. او حتی با وجود سختی‌های اجتناب ناپذیر پیشگویی شده، چندین بار فکر کرد که آنجا را ترک کند. در نتیجه، زیردستان او به ندرت احترام خود را نشان می‌دهند، بسیاری از ترس خشم آکوتاگاوا دستورهای او را دنبال می‌کنند. روحیه تکانشی باعث می‌شود که او به سمت اقدامات شدید گرایش پیدا کند، در نتیجه خلاف دستورهای عمل کند.
بزرگ‌ترین نقطه ضعف او وفاداری وسواسی شدید و شدید به ریونوسوکه آکوتاگاوا است که تقریباً بدون شرط از او اطاعت می‌کند. او اغلب نگران سلامتی ضعیف او است و اصرار دارد که جای آکوتاگاوا را پر کند. متأسفانه، وفاداری او با رفتار توهین آمیز و سختگیرانه آکوتاگاوا مواجه می‌شود، که اغلب برای او «غیرضروری» خوانده می‌شود. با این وجود، هیگوچی به او وفادار مانده است. غریزه او برای گفتن هر آنچه که او می‌داند به آکوتاگاوا در نهایت یک مالفه اصلی برای جذب آکوتاگاوا به «موبی دیک» انجمن است. با این حال، هیگوچی نقاط ضعف خود را برای داشتن یک عزم جدی ایجاد می‌کند، و او حاضر نمی‌شود که متحدان، به ویژه آکوتاگاوا، در معرض خطر قرار بگیرند. خوشبختانه طبیعت مصمم و صادقانه او باعث احترام سوسمار سیاه می‌شود. او قابل اعتماد و به شکل باورنکردنی شجاع است، حتی اگر قضاوت او به راحتی تحت فشار محو شود. هیگوچی حتی اگر از موقعیت خود در مافیا سؤال کند، با درک نقش حیاتی آن در امنیت یوکوهاما، بارها و مسئولیت‌های خود را تا امروز تحمل می‌کند. او همچنین اشاره می‌کند که بی رحمانه نسبت به مخالفان خود ظلم نکند، کاملاً حرفه ای با آکوتاگاوا و مافیای بندر رفتار می‌کند.
خونسردی او اغلب می‌تواند متزلزل شود. گاهی او خونسرد و مرعوب است، بار دیگر به راحتی نا آرام و تحت فشار قرار می‌گیرد. در نهایت، به نظر می‌رسد که او در عملیات پنهانی بیش از خط مقدم سرآمد است، زیرا تمایل به وحشت او را در جنگ کاملاً باز می‌کند.

### موهبت: شیطان طلایی
کویو اوزاکی (به ژاپنی:尾崎紅葉) از نام نویسنده ژاپنی گرفته شده است. کوی خود را با فضل و وقار نگه می‌دارد اما هیچ کوششی را برای پنهان کردن طبیعت تاریک خود تلف نمی‌کند. کوی به مزایای «نور» اعتقادی ندارد و معتقد است «گل‌هایی که در تاریکی شکوفه می‌زنند فقط در تاریکی آرامش دارند». کویو با سخنرانی پر زرق و برق خود مردم را به گل تشبیه می‌کند. برخی در تاریکی به دنیا آمدند، برخی نیز باید پژمرده شوند. به گفته خودش، «آن‌ها گل‌ها هرگز فرصتی برای ریزش ندارند… اگر فقط جوانه بمانند»، نشان می‌دهد او معتقد است که هیچ‌کس همیشه پاک نخواهد ماند و این خلوص در مقایسه با حال آن‌ها هدر می‌رود. در نتیجه، کویو هم فکر می‌کند چیزی غیر از ناامیدی پس از آشکار شدن، هم متنفر است و هم از «نور» می‌ترسد.
کویو در اطراف دوستان خود خونسردی خود را حفظ می‌کند اما رویکرد بسیار آرام تری دارد و از اوقات فراغت در کنار همسالان خود مانند رئیس مافیا و مدیر اجرایی خود لذت می‌برد. با این حال، او نسبت به دیگران مانند آس کمترین ظرافت در بی‌اعتمادی خود را ندارد و بسیار منفعل و پرخاشگرانه ظاهر می‌شود.
بعد از کاهش خصومت، کویو برخی از شوخ‌طبعی‌های خود را نسبت به آتسوشی ناکاجیما نشان می‌دهد، اما فقط یک بار تا کنون، شوخی کرده است که چگونه اوسامو دازای از او اطلاعات گرفته و همکاری کرده است.
با تمام لطف او، طرز فکر شدید کویو او را مستعد لبه زدن با کلمات بی رحمانه و حملات خشونت‌آمیز می‌کند - هیچ چیز عادی برای یک مافیایی واقعی. کویو بو بی رحمانه و به ندرت در نبردی عقب می‌ماند، فقط به خاطر کیوکا ایزومی این کار را می‌کند و وقتی هدفش به نظر نمی‌رسد از حمله بالاتر نیست.
کویو کیوکا را راهنمایی کرد، در نتیجه علت ترس شدید کیوکا از تغییر هنگام ورود به آژانس کارآگاه مسلح بود. برای مدتی، کویو یک ذهنیت ناخوشایند و ناامیدکننده را در کیوکا به کار گرفت تا اطمینان حاصل کند که هرگز مافیا را ترک نخواهد کرد. او تا جایی پیش می‌رود که دروغ بگوید به کیوکا که مسئول مستقیم قتل والدین خود است، باعث مسمومیت ذهن کیوکا می‌شود.
کویو ادعا کرد که این فقط برای رفاه کیوکا است، ناامیدی‌های خود را از زندگی در کیوکا پیش‌بینی می‌کند. از نظر دازای لازم است تا کویو سرانجام از وسواس درمورد فرار کیوکا دست بکشد و اجازه دهد دختر رشد کند و خودش فکر کند. با این وجود، دلبستگی کویو به کیوکا او را وادار می‌کند تا یک لشکر ویژه برای حمل و نقل مسلحانه قدرت‌های غیرمعمول - که از وقایع واقعی گذشته کیوکا به دست این دختر می‌رسد را رهگیری کند - و بعداً اشاره می‌کند که در عملیات آدم‌خواری هرگز به کیوکا آسیب نرسد. این طرز فکر دقیق تا حدودی به سایر کارآگاهان تسری پیدا می‌کند، با این حال، کویو فقط اظهار می‌کند که از فکر صدمه زدن به دوستان کیئکا بدش می‌آید.
به دور از ترس، حتی کویو نیز از احتمال رنج بردن از طریق روش‌های شکنجه بدنام دازای وحشت می‌کند.

### موهبت: لیموناد (بمب‌های لیمویی و مصونیت دربرابر این بمب‌ها) /
موتوجیرو کاجی (به ژاپنی:梶井基次郎) از نویسنده‌ای ژاپنی با همین نام الهام گرفته شده است. موتوجیرو به اندازه بمب‌های لیمویی اش شخصیتی پر سر و صدا دارد. مردی عجیب و غریب، به راحتی تحریک پذیر و وسواس شدیدی نسبت به علم و شکل لیمو. او عادت دارد در یک نوع عجیب و غریب از «کد» با محوریت جهان صحبت کند، و از رئیس مافیای بندر به عنوان «دریاسالار جهان» یاد می‌کند. موتوجیرو به ندرت تحریک هر کلمه‌ای خود را متوقف می‌کند، و وقتی این کار را نمی‌کند، دشمنان خود را مسخره می‌کند یا طبع شعری و علمی اش را قو تر می‌کند.
موتوتجیرو علی‌رغم همه عجایب خود، علاقه‌مند به علوم فاضل و ماهر است. موتوجیرو به خود به عنوان یک دانشمند فیزیک افتخار می‌کند، و با آزمایش‌های متعدد علم را در هر جنبه از زندگی خود به کار می‌برد. او هر مرحله از زندگی را زیر پایه علم می‌برد و تردید می‌کند و به ویژه با مفاهیم زندگی و مرگ، از جمله روابط آن‌ها با قدرت‌های بالاتر، مانند خدا، شیفته او می‌شود.
از نظر موتوجیرو، پدیده‌های جذاب بی‌شماری وجود دارد که هنگام مرگ فرد اتفاق می‌افتد، از این رو او فکر می‌کند بسیار کمی از زندگی مردم فراتر از اینکه برای آزمایش‌های خود سوژه باشد، فکر می‌کند. به همین ترتیب، او همواره سؤال می‌کند که مرگ دقیقاً چیست و چرا اینقدر اجتناب ناپذیر است، زیرا «این چیزی است که نه علم و نه خدا قادر به غلبه بر آن نیستند».
موتوجیرو گرچه پر حرف و مغرور است، خودش را به‌عنوان یک مافیایی واقعی ثابت می‌کند. او به عنوان یک تروریست بدنام، از معدود مافیایی‌هایی است که به‌طور عمومی شناخته شده است، واقعیتی که او به خود می‌بالد. او آزمایش‌ها و قتل‌های خود را پیشرفت ارزشمندی در مطالعات بی پایان خود می‌داند و هیچ پشیمانی از جنایاتی که مرتکب می‌شود نشان نمی‌دهد. در یک نبرد، او بی رحم و سادیست است و به مخالفان خود به دلیل ضعف و هوش فرومایه در مقایسه با قدرت خود نگاه می‌کند. علاوه بر این، موتوجیرو در حملات و کمین‌های غافلگیرانه متخصص است، و توانایی خارق‌العاده‌ای را در قرار دادن بمب در مکان‌های استراتژیک یا تقلب در محیط به نفع خود نشان می‌دهد.
مطمئناً، موتوجیرو وقتی در حال شکست است، وقت کنترل خود را از دست می‌دهد، رنجانده نمی‌شود، زیرا از نظر جسمی قدرتمند نیست. این به ویژه در برابر آکیکو یوسانو پس از «سرپیچی» از مرگ حتمی آشکار می‌شود. با این حال، او می‌تواند از این امر به نفع خود استفاده کند، مانند زمانی که وانمود می‌کند از مارگارت میچل و ناتانیل هاثورن می‌ترسد که محافظت خود را پایین بیاورند.
موتوجیرو در هسته شخص خود، جهان را خسته کننده می‌داند و ناامیدی خود را به بمب‌های لیمویی که ایجاد می‌کند، منتقل می‌کند و لیمو را به دلیل «هندسه نهایی» خود، نابود کننده دنیای خسته کننده صدا می‌کند. او اشاره می‌کند که مافیا را فرار از خستگی می‌بیند، زیرا به او فرصت بی پایان برای انجام آزمایش‌های خود می‌دهد.

### موهبت: کاملیای واژگون (جابجایی اشیا)
ریورو هیروتسو (به ژاپنی:広津 柳浪) رئیس سوسمار سیاه که زیر مجموعه مافیای بندر است که نام او هم از رمان‌نویسی ژاپنی با همین نام اقتباس شده است.
هیروتسو که یک مافیایی کهنه‌کار است، رفتاری با وقار و آرام را حفظ می‌کند، و اغلب با درجه ای از احترام و رسمیت حتی نسبت به مخالفان و اهداف خود صحبت می‌کند. با این حال، وحشیگری هیروتسو، متأثر از خونسردی او، علی‌رغم سن و سالش از بین نرفته است.
هیروتسو که به درجات بالاتر مافیای بندر رسیده، فردی بی رحم و خطرناک است و برای پیشبرد دستاوردهای خود، از کشتن دریغ نمی‌کند. علاوه بر این، او دیگران را قبل از کشتن، گاهی با لبخند، مسخره کند. تجربه او در مافیای بندر باعث می‌شود که او به خصوص در انتظاراتش از او و دیگران فصلی باشد و به همین دلیل از زیر دستانش انتظار کوشش و سرعت را دارد. در غیر این صورت، او هیچ مشکلی برای تهدید زندگی آن‌ها برای حفظ آنها در صف ندارد، به خصوص وقتی که بحث در مورد جین و تاچیهارا باشد.
بی‌توجهی هیروتسو به شیوه‌های خشونت‌آمیز مافیای بندر تا حد عادت سیگار کشیدن او پیش می‌رود، زیرا او ادعا می‌کند که «سیگار همیشه پس از یک کار خوب بهترین حس را می‌دهد».
گفته شده، هیروتسو نقش و وظیفه خود را در قبال مافیای بندر جدی می‌گیرد. او وفاداری و جاه طلبی را، مخصوصاً در مورد هیگوچی، هنگامی که اصرار داشت آکوتاگاوا را از یک سازمان رقیب نجات دهد، ارج می‌نهد. اگرچه در ابتدا رفتار تکانشی وی را به سخره می‌گرفت، اما به ابتکار عمل و احساس وظیفه احترام می‌گذاشت، بنابراین در کنار گین و تاچیهارا در مأموریت نجات شرکت می‌کرد. علی‌رغم این واقعیت‌ها، به نظر می‌رسد او کینه شدیدی نسبت به کسانی که از مافیا جدا شده‌اند، در دل خود نگه نمی‌دارد، مانند زمانی که در جریان وقایع حادثه انجمن دیده شد که با تمایل به لطف دازای لطف می‌کند و پس از آن در مورد آن با او صحبت می‌کند.
فداکاری وی برای مافیا همچنین به خود سازمان بیشتر از رهبر (رهبران) آن اشاره شده است، که از زمانی که او با موری در مورد توطئه مرگ رئیس سابق مقابله کرد و به او اعتماد کرد که قتل برای او بهترین بوده است، اثبات شده است. «مبادا یوکوهاما، علی‌رغم پاسخ دفاعی دومی، به حمام خون تبدیل شود و با آن مافیای بدن را به پایین بکشد.» وی همچنین قبل از مرگ احتمالی هنگام رویارویی با سگ شکاری، «روح من برای همیشه با مافیای بندر است» گفت.
هیروتسو علی‌رغم ماهیت سختگیرانه‌اش، محافظه کارانه و مراقب زیردستان خود است و خاطرنشان می‌کند که وی بخاطر «راحت خلاص شدن از زیر دستان خود» و محبوبیت زیادی در مافیا برای این واقعیت مشهور است. طبیعت محافظ و مراقب او به ویژه در مورد رهبران گردان‌هایش به شدت نشان داده می‌شود، مانند زمانی که او، تانیزاکی را به دلیل تلاش برای کشتن گین منفجر کرد و هنگامی که او اظهار آرامش کرد که تاچیهارا از رویارویی با سگ‌های شکاری به سلامت فرار کرده است.
انجمن
لوسی
موهبت:بعد جیبی مخصوص خود
لوسی در ابتدا به عنوان یک شخصیت مرموز در داستان حضور پیدا کرد و به عنوان مأموری که مأموریت داشت ببرنما یعنی ناکاجیما آتسوشی را دستگیر کند. اما با استفاده قدرت زیاد آتسوشی وی شکست خورد و با اصرار خود خدمتکار موبیدیک شد.
اما با شکست انجمن او در کافه ای زیر دفتر آژانس مشغول به کار شد.
ناتانائیل
موهبت:نامه سرخ (مجازات کردن گناهکاران)
اولین حضور وی در زمان تخلیه کشتی باربری زلدا و هدف گرفتن اعضای انجمن توسط مافیا بود.
او بعد از اینکه خانم مارگارت خودش را فدا کرد تا وی زنده بماند غمگین و از انجمن بیرون آمده و به دستگاه شیطانی فیودور پناه برد و فئودور ذهن وی را شست و شو داد و اورا به تصاحب خود دراورد او در واقعهٔ آدم‌خواری نقش داشته. وی فوکوزاوا رئیس آژانس کارآگاهی را در شب
مورد هدف قرار داد و در فصل چهار طی حمله‌های پی در پی توسط (آن) عروسک بعد جیبی لوسی
زندانی شد.

## بازخورد

#### مانگا
سگهای ولگرد بونگو در ژاپن با استقبال خوبی روبرو شد. از اواخر سال ۲۰۱۶، مانگا ۴٫۱ میلیون جلد فروخت. این مجموعه همچنین در نظرسنجی مجله داوینچی از کادوکاوا شوتنظاهر شد، در کل، ۱٬۸۷۸٬۸۰۴٬۰۹۲ واحد فروخت. تا سال ۲۰۱۸، این مجموعه به ۶ میلیون نسخه فروش رسید. در شماره ۱۱ برای "طنزهای پیشنهادی کارمندان کتابفروشی سراسر کشور در سال ۲۰۱۴" نامزد شد. نویسنده دن براون هنگامی که نسخه ای تخیلی از خود را برای تبلیغ داستان خلق کرد، جذب مانگا شد. براون اظهار داشت که از نتیجه کار راضی است. استقبال منتقدان از این سریال مثبت بوده است. فاندوم پست گفت: از زمان آغاز به کار، این مجموعه می‌تواند یک مانگای سرگرم‌کننده باشد، با استناد به شخصیت آتسوشی و موهبت او، بعداً منجر به کمان‌های رمز و راز جالب می‌شود که شخصیت‌های بیشتری از چندین حزب درگیر می‌شوند.

#### انیمه
این مجموعه انیمه و فیلم آن از محبوبیت بالایی برخوردار بوده‌اند که در نظرسنجی‌های مختلفی شامل سبک آن، کاسپلی در میان دیگران ظاهر شده است. اتومیکس آن را به عنوان پنجمین انیمه برتر سال ۲۰۱۶ معرفی کرد، با تمجید از مقدمه، طرح‌ها و ارجاعات آن به نویسندگان. در نیوتایپ، ۱۹ جایزه گرفت، در بهترین مجموعه انیمه مقام دوم " را پس از Fate / Apocrypha به‌دست آورد. ربکا سیلورمن از شبکه انیمه نیوز، فصل سوم انیمه را به عنوان یکی از انیمه‌های مورد علاقه خود از اوایل سال۲۰۱۹ ذکر کرد. انتشار این سریال در سینما‌های خانگی نیز در ژاپن محبوب بود و به فروش خوبی دست یافت. فیلم سیب مرده همچنین برنده "جایزه فیلم تئاتر" نیوتایپ در سال ۲۰۱۸ بود. در سال ۲۰۱۹، این سریال بار دیگر در جایزه بهترین سریال تلویزیونی پس از شیطان کش: کیمتسو نو یائیبا را به‌دست آورد. در سال ۲۰۲۳ توانست در رای‌گیری سایت Anime Corner مقام بهترین انیمه سال را کسب کند.